# ضمان المنشأ
ضَمَان المَنشأ «GoO  أو  «GO هو أداة مُحَدَدة في المَادة 15 مِن التوجيه الأوروبي 2009/28/EC
. تُسجِل غو  الكَهرباء مِن المَصادر المُتجددة لتزويد العُملاء بالكهرباءِ والمَعلومات عن مصدر طاقتهم. ضمانات المنشأ هي الأدوات الوحيدة المُحددة بِدقة التي تُثبت أصل الكهرياء المُولدة مِن مصادر الطاقة المتجددة.
أثناء التشغيل،  تُعتبر GO هي عَلامة خَضراء أو أداة تَعَقب تَضمن أن يَكون قَد تم إنتاج MHW  مِن الكهرباء التي تم انشاؤها بواسطة مَصادر الطاقة المتجددة.
يتم تَداول ضَمانات المَنشأ. عندما تَشتري شركة ضَمانات المنشأ، كتَوثيق للكهرباءِ التي يَتم تسليمها أو استهلاكها، يتم إلغاء ضَمانات المَنشأ في سجلِ الشهادة الإلكترونية. تتيح هذه الأداة المُوحدة الوحيدة تتبع الملكية  والتَحقق مِن المُطالبات والتأكد مِن أن ضَمانات المَنشأ لا تُباع إلا مَرة واحدة  وأنه لا يوجد حِساب مُزدوج.
 يتم توحيد GO  مِن خلال نظام شهادة الطاقة الاوروبية  (EECs)الذي تُوفره رَابطة هيئات إصدار AIB. تعمل EECs علي جعل التجارة، والاغاء واستخدتم جي أو إس  مُوحد عبر أعضاء AIB  
 في أكثر أشكالها إنجازًا،  يتم إصدار ضَمانات المَنشأ إلكترونيًا للحصولِ علي كِمية مَحْكومة مِن تَوليد الكَهرباء «GO1  لكل MHW»،  يَتم تداولها وإستبدالها «أي إستخدامها» مِن قِبل المُوردين كدليل لعُملائها علي جَودة الكهرباء الموردة. جيل مِن مَصادر الطاقة المُتجددة هو السمة الأكثر رواجًا.
يتعلق التَطور الجَديد بضماناتِ المَنشأ لمحطاتِ التوليد المشتركة للطاقة.  بعض الدول لديها بالفعلِ ضَمانات المَنشأ الصَادرة لجميعِ أنواع تَوليد الكهرباء.
تظهر إحصائيات بنك الاستثمار العربي مِن 2016 أن ألمانيا وسويسرا  والسويد وهولندا هي أكبر الأسواق لضماناتِ المَنشأ في أوروبا.  في حين أن أكبر سوق في أوروبا، ألمانيا،  أوقفت نموها السَريع، استمر السُوق الهولندي في النُمو بِوتيرة أسرع مِن البَقية، حَيث وَصل إلي 50 تيرا وات في عام 2016 .
 لا ينبغي الخَلط بين ضَمانات المَنشأ مع نظام يوجين للطاقة الخضراء أو EKO energy  . كلاهما يُزود المُستهلكين بمزيدٍ مِن المَعلومات حَول قُوتهم (الشفافية). ومع ذلك،  فإن يويجن أو إيكو إنيرجي يَذهبون إلي
أبعد مِن ذلك، مِن خِلال طَلب الإضافة. إلي جانب ذلك،  تُعتبر يوجين وإيكو إنيرجي مبادارات خاصة في حين تنشأ ضمانات المنشأ مِن أنظمة أوروبية أخرى.

## المُصطَلح

### فترة الإنتاج
تُشير إلي الشَهر والسنة حَيث تَم تَوليد الكَهرباء.

### نَشر
GOS  تم إنشاؤها في غُضون شهر للحصولِ علي الكهرباءِ المُنتجة في الشهرِ السابقِ.

### نقل
النقل هو عملية تسليم GO  مِن طرفٍ إلي آخر.

### استيراد- تصدير
يُمكنك أن تنشأ GOS   مِن بلدٍ آخر غير بلدِ الاستهلاك. يمكن استيراد GOS (تصدير) مِن بلدٍ آخر إما عَن طريق الاستيراد (تصدير)، أو عن طريق الإلغاء.

### الإلغاء
يُشبه الإلغاء «الاستخدام» الفِعلي لشهادةِ GO  و هي طريقة تخصيص سمات الكهرباء للمستخدم النهائي الواحد. يعد إلغاء GO هو الطريقة الوحيدة لاسترداد مزاياها مَع ضَمان عدم تداول الشهادة أو إعطائها أو بيعها أو استخدامها مِن قِبل مُستخدم نهائي آخر. معلومات المُستهلك  وتجنب العدِ المُزدوج  وهو الهَدف الرئيسيي لهذا النظام.